# Ivo Ingram Beikircher
Ivo Beikircher (auch Ivo Ingram, Ivo Ingram Beikircher; * 15. Oktober 1937 in Bruneck, Südtirol; † 12. Februar 2022 in St. Pölten, Niederösterreich) war ein Südtiroler Opern- und Konzertsänger der Stimmlage Bass und Publizist.

## Leben und Wirken
Ivo Beikircher war der älteste Sohn von Adolf Beikircher, Leiter des städtischen Elektrizitätswerks Bruneck, und Flora von Ingram zu Liebenrain, Fragburg und Graben. Seine jüngeren Brüder sind der Altphilologe Hugo Beikircher und der Kabarettist Konrad Beikircher. Ersten Klavierunterricht erhielt er an der städtischen Musikschule bei Alois Kofler. Er besuchte ab 1947 die Mittelschule des Franziskanergymnasiums Bozen als Zögling des Internats Antonianum. Hier sang er im Chor der Franziskanerkirche, auch als Sopransolist.
Sein Vater hatte ihn für die spätere Leitung des Familienbetriebes (Turbinenbau) seines Urgroßvaters Josef Beikircher vorgesehen, daher besuchte er nach der Mittelschule das Wissenschaftliche Lyzeum in Brixen. Auch hier bildete er sich musikalisch weiter und sang als Bassist im Brixner Domchor und besuchte die Diözesan-Kirchenmusikschule. Da er die Matura aus Desinteresse an den wissenschaftlichen Fächern nicht bestand und das Schuljahr nicht wiederholen wollte, absolvierte er am Istituto Tecnico Cesare Battisti in Bozen eine Ausbildung zum Geometer und schloss diese 1959 ab. Auch hier war er Mitglied des Bozener Pfarrchores und des Kammerchores „Leonhard Lechner“ unter der Leitung von Oswald Jaeggi. Anschließend kehrte er nach Bruneck zurück, arbeitete als freiberuflicher Zivilgeometer und heiratete 1961 Barbara von Grebmer zu Wolfsthurn. Aus der Ehe stammen zwei Kinder. In Bruneck initiierte er als Chorleiter eine Wiederbelebung des von den Faschisten 1926 verbotenen Männergesangvereins „MGV Bruneck 1843“. Obwohl er als Geometer erfolgreich war, entschloss er sich, diesen Beruf aufzugeben und sich ganz der musikalischen Laufbahn zu widmen.

### Künstlerisches Wirken
Ab 1965 studierte er Gesang an der Akademie für Musik und Darstellende Kunst in Wien u. a. bei Christl Mardayn und Anton Dermota. Parallel sang er als Solobassist im Ensemble Musica Antiqua und im Concentus Musicus sowie als Mitglied des Zusatzchores des Wiener Rundfunkchores. Nach Abschluss des Studiums in Wien ging er 1969 nach Mantua als Schüler von Ettore Campogalliani und errang den ersten Preis im internationalen Gesangswettbewerb „Francesco Paolo Neglia“.
Im selben Jahr übernahm er die Rolle des Sarastro in Mozarts Zauberflöte am Teatro La Fenice in Venedig als Ersatz für Ruggero Raimondi, der von diesem Engagement zurückgetreten war. Auf Anregung der Operndirektion wählte Beikircher – wegen der Unverständlichkeit seines Namens für das italienische Publikum – einen Künstlernamen und trat unter dem Geburtsnamen seiner Mutter als Ivo Ingram auf. Es folgten zahlreiche Engagements für kleinere Gesangspartien in konzertanten Opernproduktionen der RAI unter Dirigenten wie Wolfgang Sawallisch, Georges Prêtre, Ferdinand Leitner, und zusätzlich die Hauptrolle in der Uraufführung der Oper Il paradiso e il poeta von Vieri Tosatti unter der Leitung des Komponisten.
Nach einem kurzen Zwischenspiel am Salzburger Landestheater kam er im Herbst 1970 an die Oper Bonn, wo er in Verdis Die Macht des Schicksals als Pater Guardian debütierte und anschließend die Rolle des Timur in Turandot von Puccini übernahm. Es schloss sich eine Reihe von Engagements für Einzelproduktionen an italienischen Opernhäusern an, z. B. am Teatro Regio in Turin als Sparafucile in Verdis Rigoletto und Colline in Puccinis La Bohème mit Katia Ricciarelli als Mimi.
Es folgte im Jahr 1973 ein festes Engagement am Opernhaus Kiel unter Klaus Tennstedt. Er erarbeitete sich dort zahlreiche Partien des deutschen und italienischen Repertoires. 1975 wechselte er an das Opernhaus Essen unter Heinz Wallberg, mit dem er bis 1983 zusammenarbeitete. Gleichzeitig gastierte er an zahlreichen anderen deutschen Bühnen (u. a. Wiesbaden, Hannover und Düsseldorf) und war von 1976 bis 1992 mit Unterbrechungen Mitglied des Ensembles der Arena di Verona, Verona, als welches er auch bei sämtlichen Auslandsgastspielen des Ensembles mitwirkte.
Insgesamt verkörperte er auf der Opernbühne 56 Partien u. a. in Werken von Mozart (Osmin, Figaro, Leporello, Sarastro), Verdi (Ferrando, Sparafucile, Pater Guardian), Mussorgski (Pimen in Boris Godunow), Wagner (als Nachtwächter in den Meistersingern) oder Richard Strauss (Nazarener in Salome, Orest in Elektra).
Außerdem wirkte Ingram Beikircher als Konzertsänger in bedeutenden Häusern wie Concertgebouw Amsterdam, Berliner Philharmonie, Musikverein Wien, Liederhalle Stuttgart und Leningrader Philharmonie. Sein Repertoire umfasste die großen Messen und Oratorien von u. a. Bach, Haydn, Mozart, Beethoven und Mendelssohn sowie Bachs Passionen. Tourneen führten ihn u. a. durch Polen mit den Berliner Philharmonikern und Frankreich mit dem RIAS-Symphonie-Orchester.
Beraten von Hubert Giesen widmete er sich ebenso dem Liedgesang, gab Liederabende in zahlreichen Städten und nahm für den Rundfunk u. a. Schuberts Winterreise auf und das Heitere Herbarium von Franz Salmhofer sowie für die Schallplatte Balladen von Robert Schumann und Carl Loewe.
Nach dem Tod seines Vaters im Jahr 1979 kehrte er in seine Heimat zurück und schränkte die Tätigkeit als Sänger immer mehr ein, um sich um die Fortführung und Abwicklung des Familienunternehmens zu kümmern. Neben der für neun Jahre ehrenamtlich übernommenen Leitung des Männergesangvereines Bruneck begann er nun eine umfangreiche Mitarbeit an den deutschsprachigen Sendungen des RAI Bozen. Zwischen 1980 und 1987 gestaltete er insgesamt 268 Sendungen zu den Themen „Deutsches Lied“, „Oratorien, Messen und Kantaten“ und „Oper“. Es folgten Aufträge der Fernsehabteilung von RAI Bozen zu Drehbüchern und Dokumentarregie für Beiträge zur Geschichte und Kultur Südtirols. Zwischen 1982 und 1997 entstanden 20 Dokumentarfilme u. a. über den Dichter Anton Müller, Meinhard II. von Tirol-Görz, Kanonikus Michael Gamper sowie über die Südtiroler Option 1939.
Von 1982 bis 1991 war Ingram Beikircher künstlerischer Leiter des von Bozen und Trient getragenen Festivals Geistlicher Musik mit einer Gesamtzahl von 280 Konzerten, wo neben einem breitgefächerten Repertoire von Orgel- und Chorkonzerten auch Werke einheimischer Komponisten zur Uraufführung gelangten, z. B. die Oratorien La Santa Croce von Camillo Moser (1932–1985) und Passion von Hubert Stuppner. Von 1991 bis zum Jahr 2000 übernahm er am Konservatorium Bozen die Klasse für Lied und Oratorium. Beikircher starb am 12. Februar 2022 in St. Pölten.

### Publizistische Tätigkeit
Nach Beendigung seiner ordentlichen beruflichen Tätigkeit widmete er sich dem Archivieren der Geschäfts- und Familiendokumente seiner Vorfahren und veröffentlichte hierzu zwei umfangreiche biografische Bände über seinen Urgroßvater Josef Beikircher sowie über die Erlebnisse der Familie während des Ersten Weltkrieges mit Briefen und zahlreichen von seinem Großvater Gustav Beikircher gemachten Fotografien. Eine weitere Publikation entstand aus seiner lebenslangen Verbundenheit mit dem „Männergesangverein Bruneck 1843“, aus der auch zahlreiche Kompositionen von Ingram Beikircher hervorgegangen waren. Seine dem Verein gewidmete Monografie über verschiedene Bruneck und seinen Sängern verbundene Tiroler Dichter und den Brunecker Bildhauer Josef Bachlechner erschien 2015.

## Diskographie
Als Bass-Solist
- Johann Sebastian Bach: Johannespassion (Jesus), Philharmonisches Orchester Kiel unter Wilfried Vogt (Lorby 1974)
- Wolfgang Amadeus Mozart: Missa brevis D-Dur KV 194 und Franz Schubert: Messe Nr. 2 G-Dur, Kammerorchester der Philharmonia Hungarica unter Konrad Haenisch (Aulos 1977)
- César Franck: Die sieben Worte Christi am Kreuz, Philharmonie Schwäbisch Gmünd unter Hubert Beck (Audite 1979)
- César Franck: Messe A-Dur op. 12, Philharmonie Schwäbisch Gmünd unter Hubert Beck (Audite 1979)
- Carl Loewe und Robert Schumann: Balladen, am Klavier Othmar Trenner (Audite 1979)

Als Chordirigent
- Stücke für Männerchor von Schubert, Kreutzer, Gluck, Mendelssohn, Abt, Schumann, ausgeführt vom Männergesangverein Bruneck 1843, mit Barton Weber (Klavier) und dem Philharmonischen Hornquartett München (Aria Studio 1985)

## Kompositionen (Auswahl)
- Op. 1: 8 Lieder für vierstimmigen Männerchor a cappella (Nr. 7 und Nr. 8 mit Klavier) nach Gedichten von Paul Tschurtschenthaler
  - Nr. 1: Abendlied
  - Nr. 2: Der Wanderer
  - Nr. 3: Ernteworte
  - Nr. 4: Lass sie grüßen
  - Nr. 5: Nachtlied
  - Nr. 6: Sängerleben
  - Nr. 7: Bergsehnsucht, (mit Klavier ad libitum)
  - Nr. 8: Das letzte Centrum (mit Klavier)
- Op. 2: 4 Lieder für vierstimmigen Männerchor a cappella nach Gedichten von Hermann von Gilm, Anton Müller „Bruder Willram“ und Josef Georg Oberkofler
  - Nr. 1: Die Nacht von Hermann von Gilm aus „Vermischte Gedichte“
  - Nr. 2: Edelweiß von Anton Müller„Bruder Willram“ aus „Wanderweisen und Heimatlieder“
  - Nr. 3: Die Klärung von Josef Georg Oberkofler aus „Triumph der Heimat“
  - Nr. 4: Aufblick in die Mondnacht von Josef Georg Oberkofler aus „Triumph der Heimat“
- Op. 3: „Laßt uns nach Bethlehem gehn“ – Brunecker Hirtenmette nach Texten von Anton Müller „Bruder Willram“ und anderen (Doblinger Wien, 2017 ISMN 979-0-012-20582-1)
  - Nr. 1: Kyrie, Aufbruch der Hirten
  - Nr. 2: Gloria, Lobgesang der Hirten
  - Nr. 3: Credo, Vater und Bua
  - Nr. 4: Offertorium, Marienlied
  - Nr. 5: Sanctus, Engel und Hirten
  - Nr. 6: Benedictus, Wiegenlied der Hirten
  - Nr. 7: Agnus Dei, Betrachtung
  - Nr. 8: Deo gratias, Schlußgesang der Hirten

## Dokumentarfilme
Künstlerbiografien
- Anton Müller (Bruder Willram)
- Josef Bachlechner der Ältere
- Hermann von Gilm
- Vinzenz Goller
- Josef Georg Oberkofler (1889–1962)
- Ignaz Mitterer
- Franz Walchegger
- Oswald Jaeggi
- Ahrntaler Schnitzschule (Jakob Oberhollenzer)

Geschichte
- Schloss Tirol – der Taufstein des Landes
- Meinhard II. – das Werden Tirols
- Das Gelöbnis – 1796
- Auf zum Schwur – 1796–1896 – 1946
- Sterzing – ein historisches Stadtportrait
- Brixen – auf den Spuren eines Reichfürstentums
- Europas Handelsstädte: Bozen

Zeitgeschichte
- Michael Gamper Teil 1 und 2
- „…das allerschönste Stück davon ist doch die Heimat mein“ (Zur Option 1939)
- Der SS-Mann mit dem Rosenkranz – Leonhard Dallasega aus Proveis (1913–1945)

## Veröffentlichungen
- Josef Beikircher (1850–1925) – Ein Mann der Gründerjahre in Tirol. Studienverlag Innsbruck, Wien/Bozen 2008, ISBN 978-3-7065-4602-7.
- Tiroler Autopioniere im Ersten Weltkrieg – Galizien, Alttirol und der vordere Orient in Fotografien und Briefen des k.u.k. Feuerwerkers Gustav Beikircher. Haymon Verlag, Innsbruck Wien 2012, ISBN 978-3-85218-740-2.
- MGV Bruneck 1843 (Hrsg.): Bruneck – Heimat Tiroler Dichtung (v. Gilm – Seeber – Bruder Willram – Tschurtschenthaler) und Pflegestätte des Liedes für Männerchor (mit einem Exkurs zu Bildhauer Josef Bachlechner). Bruneck 2012, ISBN 978-88-900228-7-6.
- Zahlreiche Beiträge in Zeitschriften (vor allem in Der Schlern) und Sammelbänden wie Heimatbüchern (Gemeinde Ahrntal) und Heimatführern (Tauferer-Ahrntal).